# أرلانزون
بلدية أرلانزون (بالإسبانية: Arlanzón)‏، هي إحدى بلديات مقاطعة برغش، التي تقع في منطقة قشتالة وليون، والتي تقع في شمال غرب إسبانيا.
يبلغ عدد سكانها 373 نسمة وفقاً لإحصائية سنة (2002).